# Districte Federal dels Urals
El Districte Federal dels Urals (en rus Уральский федеральный округ, Uralski federalni ókrug) és un dels nou districtes federals de Rússia.
Tal com el seu nom indica, s'estén pels territoris a banda i banda de la serralada dels Urals, considerada la frontera natural entre Europa i Àsia. Ocupa una superfície d'1.788.900 km² i, segons el cens del 2002, la seva població era de 12.373.926 habitants. La seu administrativa és a la ciutat de Iekaterinburg.
Es va establir el 18 de maig del 2000. El Delegat Presidencial del districte federal és Ígor Kholmànskikh.

## Subjectes federals
El Districte Federal dels Urals comprèn 6 subjectes federals:
1. Óblast de Kurgan
2. Óblast de Sverdlovsk
3. Óblast de Tiumén

Subjectes federals del Districte Federal dels Urals

4. Districte Autònom de Khàntia-Mànsia
5. Óblast de Txeliàbinsk
6. Districte Autònom de Iamàlia

## Ciutats principals
Segons el cens del 2002, les ciutats principals del districte federal eren:
| - Iekaterinburg: 1.293.537 - Txeliàbinsk: 1.077.174 - Tiumén: 510.719 - Magnitogorsk: 418.545 | - Nijni Taguil: 390.498 - Kurgan: 345.515 - Surgut: 285.027 |